# Down (chanson de Jay Sean)
Pour les articles homonymes, voir Down.
Singles de Jay Sean
Tonight
(2009) Written on Her
(2009)
Singles par Lil Wayne
Every Girl
(2009) Forever
(2009)
Down est une chanson de l'artiste britannique Jay Sean sortie le 31 mai 2009. Sur le continent américain, il s'agit de son premier single et de son premier album studio All or Nothing (2009). Au Royaume-Uni, il s'agit de son 1er single extrait de son 3e album studio. On retrouve la collaboration du rappeur américain Lil Wayne et fondateur du label où le single est sorti Young Money. La chanson est produite par J-Remy et Bobby Bass. Down est la 9e meilleure vente de l'année aux États-Unis avec 3 millions de copies téléchargées aux États-Unis et a été certifié disque de platine dans de nombreux pays. The song went on to sell four million copies in the United States. Down s'est vendu à 4 millions d'exemplaires aux États-Unis et 6 millions dans le monde. La chanson a fortement été plébiscité par les radios à travers le monde avec 2 milliards diffusions,.

## Performance dans les hits-parades
Premiers single de Jay Sean sur le label Cash Money Records et le major Universal Music Group (1er single aux États-Unis). Down devient son premier numéro un dans le classement Billboard Hot 100 et premier single a dépassé la barre des 2 millions d'exemplaires vendus à travers les États-Unis. Pour Lil Wayne, il s'agit du 2e single à dépasser les 2 millions d'exemplaires et 2e single à atteindre la 1re place dans le Hot 100, après Lolipop qui s'est classé numéro durant 5 semaines.
Down entre à la 3e place au Royaume-Uni, le UK Singles Chart le 1er novembre 2009 et numéro un du UK R&B Chart, pour Jay Sean ses positions n'était encore jamais atteint. Le single s'est vendu à six millions de copies dans le monde.

## Formats et liste des pistes
- Téléchargement digital

1. Down (featuring Lil Wayne) – 3:32

- CD single aux États-Unis

1. Down (Clean featuring Lil Wayne) – 3:32
2. Down (Clean without Rap) – 3:15
3. Down (Instrumental) – 3:32
4. Down (Bobbybass Dance Remix) – 4:00

- CD single au Royaume-Uni

1. Down (featuring Lil Wayne) – 3:32
2. Down (Jason Nevins Edit) – 3:39
3. Down (Roll Deep Mix) – 4:05
4. Down (K-Warren Remix) – 5:45
5. Down (Chasing Pluto Remix) – 3:47

## Classements et certifications
| Classement (2009)                      | Meilleure position |
| -------------------------------------- | ------------------ |
| Allemagne (Media Control AG)           | 9                  |
| Australie (ARIA)                       | 2                  |
| Autriche (Ö3 Austria Top 40)           | 8                  |
| Belgique (Flandre Ultratop 50 Singles) | 32                 |
| Belgique (Wallonie Ultratip 50)        | 2                  |
| Canada (Hot 100)                       | 3                  |
| Danemark (Tracklisten)                 | 7                  |
| États-Unis (Hot 100)                   | 1                  |
| États-Unis (Pop Airplay)               | 1                  |
| Europe (Hot 100)                       | 9                  |
| France (SNEP)                          | 17                 |
| Irlande (IRMA)                         | 10                 |
| Japon (Hot 100)                        | 79                 |
| Nouvelle-Zélande (RMNZ)                | 2                  |
| Norvège (VG-lista)                     | 5                  |
| Pays-Bas (Nederlandse Top 40)          | 17                 |
| Royaume-Uni (UK R&B Chart)             | 1                  |
| Royaume-Uni (UK Singles Chart)         | 3                  |
| Suède (Sverigetopplistan)              | 25                 |
| Suisse (Schweizer Hitparade)           | 8                  |
| Classement (2011)                      | Meilleure position |
| Allemagne (Media Control AG)           | 9                  |
| Suisse (Schweizer Hitparade)           | 8                  |
| Autriche (Ö3 Austria Top 40)           | 8                  |

| Classement (2009)          | Position |
| -------------------------- | -------- |
| Australie                  | 34       |
| Canada                     | 40       |
| États-Unis (Hot 100)       | 20       |
| États-Unis Pop 100         | 14       |
| États-Unis (Digital Songs) | 7        |
| Hongrie                    | 153      |
| Nouvelle-Zélande           | 12       |
| Royaume-Uni                | 64       |
| Classement (2010)          | Position |
| Australie                  | 66       |
| Classement (2011)          | Position |
| Allemagne                  | 97       |

| Pays                     | Certifications | Ventes    |
| ------------------------ | -------------- | --------- |
| Australie (ARIA)         | 2 × Platine    | 140 000   |
| Nouvelle-Zélande (RIANZ) | Platine        | 15 000    |
| Royaume-Uni (BPI)        | Argent         | 250 000   |
| États-Unis (RIAA)        | 4 × Platine    | 4 000 000 |

## Historique de sortie
| Région           | Date              | Format                            | Label                           |
| ---------------- | ----------------- | --------------------------------- | ------------------------------- |
| États-Unis       | 30 mai 2009       | Téléchargement digital            |                                 |
| Canada           | 30 mai 2009       | Téléchargement digital            |                                 |
| Norvège          | 18 août 2009      | Diffusion radio                   | Universal Music Group           |
| Belgique         | 24 août 2009      | Téléchargement digital            | Universal Music Group           |
| France           | 24 août 2009      | Téléchargement digital            | Universal Music Group           |
| Suède            | 24 août 2009      | Téléchargement digital            | Universal Music Group           |
| Nouvelle-Zélande | 24 août 2009      | Téléchargement digital            | Universal Music Group           |
| Royaume-Uni      | 10 septembre 2009 | Diffusion radio                   | Jayded Records, 2Point9 Records |
| Suisse           | 23 septembre 2009 | Téléchargement digital            | Universal Music Group           |
| Norvège          | 13 octobre 2009   | Téléchargement digital            | Universal Music Group           |
| Royaume-Uni      | 25 octobre 2009   | Téléchargement digital, CD single | Jayded Records, 2Point9 Records |
| Monde            | 31 octobre 2009   | Téléchargement digital            | Universal Music Group           |